# Кислый, Антон Павлович
Антон Павлович Кислый (1909, хутор Гурино, Белопольский район, Сумская область — 1978, Новоалександровка, Азовский район, Ростовская область — советский работник сельского хозяйства, комбайнёр, Герой Социалистического Труда.

## Биография
Был автором статей в областных газетах:
- Решающее условие. Молот. Ростов н/Д, 1952. 15 июня. С. 2.
- Рещающее условие. Красное Приазовье. Азов, 1952. 18 июня. С. 3.
- Боремся за отличное качество. Красное Приазовье. Азов, 1952. 23 июля. С. 1.

## Награды
- Указом Президиума Верховного Совета СССР от 29 марта 1952 года за достижение высоких показателей на уборке и обмолоте зерновых и масличных культур в 1951 году комбайнеру Азовской МТС Антону Павловичу Кислому, намолотившему комбайном «Коммунар» с убранной площади за 25 рабочих дней 6122 центнера зерновых и масличных культур, было присвоено звание Героя Социалистического Труда с вручением ордена Ленина и золотой медали «Серп и Молот».
- Также был награждён орденом Трудового Красного Знамени и медалями.